# Daniel Köhne
Johann Heinrich Daniel Köhne, född 26 december 1828 i Köpenhamn, död 17 mars 1878, dansk orgelbyggare. 

## Biografi
Köhnes föräldrar var invandrare från Braunschweig. Fadern var snickare och Daniel Köhne följde i sin fars fotspår. Men under en vistelse i Tyskland blev han intresserad av orgelbyggeri, så han gick i lära hos orgelbyggaren A. Troch i Heuhaldensleben. Efter flera års lärlingsutbildning fortsatte han till Schweiz, och fick sedan anställning hos orgelbyggaren Christian Sölter i Schöningen. 1855 återvände han till Danmark, där han omedelbart fick jobb hos orgelbyggaren Jens Gregersen. Köhne hade emellertid ambitionen att bli egenföretagare, och när flera av tidens välkända kompositörer öppnade sina ögon för Köhne, öppnade ett antal möjligheter upp. Niels W. Gade var förutom kompositör också organist i Holmens Kirke. Orgeln i denna kyrka var mycket sliten och det var Köhne som Gade vill ha som orgelbyggare till den nya orgeln. Tidigare hade Köhne, med Gades engagemang och ekonomisk hjälp från Reierske fonden, haft möjlighet att göra en studieresa till Paris för att lära sig av orgelbyggaren Aristide Cavaillé-Coll som hade skapat den franska romantisk-symfoniska orgeln. 
Efter att ha återvänt hem fick han veta att hans Jens Gregersen var sjuk. Köhne blev nu ansvarig för underhållet av instrumenten i Roskilde domkyrka, Vor Frue Kirke, Köpenhamn och Helligåndskirken. Men 1865 började han bygga den nya orgeln till Holmens kyrka. Den stod färdig 1871 och var mycket erkänd. Med en sådan referens började beställningarna strömm in. Bland de större verken är orgeln till Viborgs domkyrka med 42 stämmor från 1876. 1878 dog Köhne nästan 50 år gammal av en förkylning. Vid sin död var han en av de ledande orgelbyggarna i Danmark. Hans verkstad fortsatte av en partner under namnet "A. H. Busch & Sønner".

## Orgelverk
- Holmens Kirke, riven 1956.
- Hvidovre Kirke, endast en del av stämmorna är bevarade.
- Marsvinsholms kyrka, 1869, 20 stämmor, ombyggd 1876, 1913 och 1966
- Nødebo Kirke
- Reformert Kirke
- Hornslet Kirke, denna orgel stod tidigare i missionshuset Bethesda i Köpenhamn. Orgeln är något ombyggd.
- Sakskøbing Kirke, Orgeln är något ombyggd.
- Viborgs domkyrka, riven 1965.
- ODD Fellow Loge i Roskilde, orgeln stod tidigare i Glostrup Kirke.
- Österslövs kyrka 1879, 9 stämmor, riven 1958